# Memorial Grounds
Memorial Grounds var hemmastadion för East London fotbollsklubben Thames Ironworks FC från början av säsongen 1897–98, till slutet av säsongen 1899–1900. Laget fortsatte att spela på stadion, under sitt nya namn West Ham United, tills de flyttade till Boleyn Ground 1904. Memorial Grounds låg i den östra änden av Memorial Avenue, West Ham, nära där West Ham station nu finns.

## Historia
Efter att ha blivit vräkta från sitt tidigare permanenta hem på Hermit Road i oktober 1896 hyrde Thames ordförande Arnold Hills en tillfällig mark för laget på Browning Road, East Ham. Det nya läget var dock inte idealiskt, så Hills öronmärkte en stor del mark i Canning Town för att en ny stadion skulle byggas på. Det nya hemmet kostade 20 000 pund av Hills egna pengar att bygga.
Memorial Grounds öppnades den 22 juni 1897 och sammanföll med sextioårsjubileet av drottning Victorias kröning. Förutom en fotbollsplan innehöll stadion en cykelbana, en löparbana, tennisbanor och en av de största utomhuspoolerna i England. Det sades vid den tiden att arenan, med en kapacitet på 100 000 åskådare, var "tillräckligt bra för att arrangera en engelsk cupfinal".
I november 1897 skrev Arnold Hills ett avtal med London, Tilbury och Southend Railway (LT&SR) om att bygga en station vid Manor Road. Styrelsen i LT&SR godkände detta i februari 1898 och Mowlems fick kontraktet att bygga en station med fyra plattformar, vilket möjliggjorde den föreslagna fyrdubblingen av linjen. Stationen stod klar i maj 1900 men öppnades inte förrän den 1 februari 1901 med namnet West Ham.
Den 11 september 1897 slog Thames  i sin första match på den nya arenan Brentford med 1–0. I West Ham Uniteds första match på arenan inför 2 000 åskådare, i Southern League den 1 september 1900, vann de 7–0 mot, Gravesend United, med Billy Grassam som gjorde fyra mål.
Memorial Grounds var den första fotbollsarenan som arrangerade en boxningsmatch den 31 juli 1909 när Johnny Summers slog Jimmy Britt i den nionde ronden.
Numera är platsen en offentlig park, känd som Memorial Recreation Ground. Det behåller sin sportliga anslutning som hem för East London RFC, Kings Cross Steelers RFC och Newham Dockers Rugby League Club. I parken finns även fotbollsanläggningar.